# Crotalaria peduncularis
Crotalaria peduncularis là một loài thực vật có hoa trong họ Đậu. Loài này được Wight & Arn. miêu tả khoa học đầu tiên.